# Declarações de guerra do Canadá
A declaração de guerra do Canadá é uma declaração formal emitida pelo Governo do Canadá (a Coroa federal em Conselho) indicando que existe um estado de guerra entre o Canadá e outra nação. É um exercício da Prerrogativa Real sobre o conselho constitucional dos ministros da Coroa em Gabinete e não requer a aprovação direta do Parlamento do Canadá, embora tal possa ser procurado pelo governo. Desde que obteve autoridade para declarar guerra sob o Estatuto de Westminster 1931, o Canadá declarou guerra apenas durante a Segunda Guerra Mundial .

## Segunda Guerra Mundial

### Alemanha

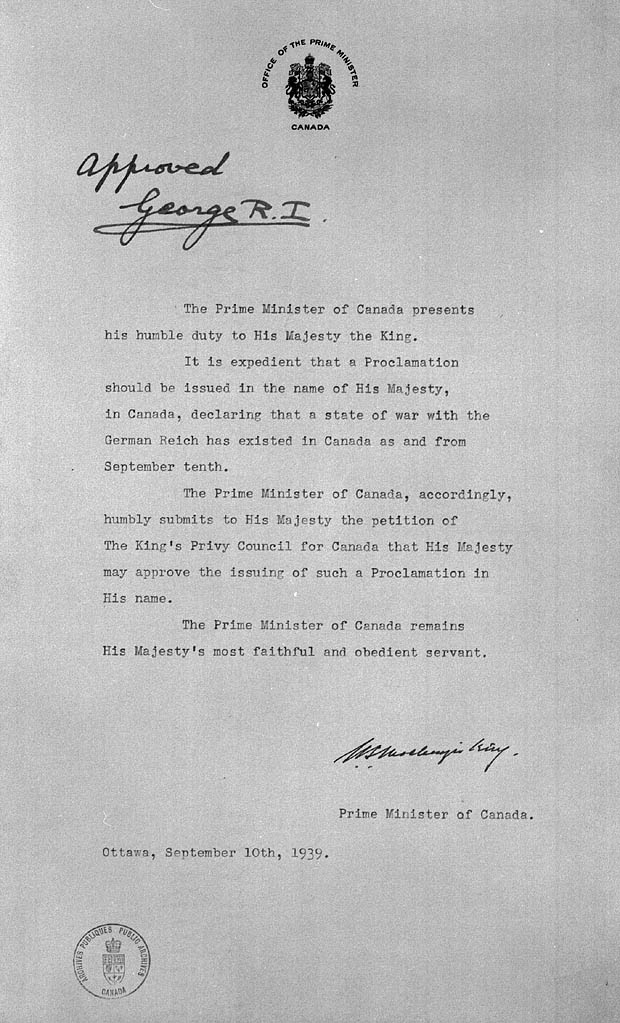
Pedido do primeiro ministro Mackenzie King ao rei George VI para aprovação de que a guerra fosse declarada contra a Alemanha em 10 de setembro de 1939.

Depois que a Alemanha invadiu a Polônia em 1 de setembro de 1939, o Reino Unido e a França declararam guerra em 3 de setembro. Para afirmar a independência do Canadá em relação ao Reino Unido, como já estabelecido pelo Estatuto de Westminster 1931, os líderes políticos do Canadá decidiram buscar a aprovação do parlamento federal para declarar guerra. O parlamento não estava programado para voltar até 2 de outubro, mas voltou à sessão no início de 7 de setembro para considerar a declaração de guerra.
Em 9 de setembro, a Câmara dos Comuns e o Senado aprovaram a autorização para uma declaração de guerra. O Gabinete então redigiu uma Ordem no Conselho para esse efeito. Em 10 de setembro, Vincent Massey, Alto Comissário do Canadá no Reino Unido, levou o documento ao rei George VI, no Royal Lodge, Windsor Great Park, por sua assinatura, após o que o Canadá declarou oficialmente a guerra contra a Alemanha . Na posição de escrivão oficial do governo para o esforço de guerra, Leonard Brockington observou: "O rei George VI da Inglaterra não nos pediu que declarássemos guerra por ele - pedimos ao rei George VI do Canadá que declarasse guerra por nós".

### Itália fascista
Em 10 de junho de 1940, a Itália declarou guerra à França e ao Reino Unido. O ministro da Defesa Nacional Norman Rogers havia sido morto em um acidente de avião naquele dia.  As duas casas do parlamento aprovaram uma declaração de guerra e o Gabinete emitiu a Ordem no Conselho no mesmo dia. Foi submetido ao rei e a proclamação foi lida pelo primeiro-ministro ao parlamento no dia seguinte.

### Finlândia, Hungria, Romênia e Japão
O Parlamento foi suspenso em 14 de novembro de 1941 e não estava programado para retornar até 21 de janeiro de 1942. A pedido da União Soviética, o Reino Unido declarou guerra à Finlândia em 6 de dezembro de 1941. A pedido do Reino Unido, no dia seguinte o Gabinete Canadense emitiu uma proclamação declarando guerra à Finlândia,  Hungria e Romênia .
Em 7 de dezembro de 1941, o Império do Japão iniciou uma onda de ataques não declarados contra o Reino Unido (invadindo Hong Kong e Malaya ), o Canadá e os Estados Unidos (atacando Pearl Harbor ). Mackenzie King e o Gabinete decidiram entrar em guerra com o Japão naquela noite e emitiram uma proclamação no dia seguinte declarando que, em 7 de dezembro, existia um estado de guerra entre o Japão e o Canadá. Um dia depois, os EUA e o Reino Unido também declararam guerra ao Império Japonês.  Essas proclamações foram apresentadas por Mackenzie King à Câmara dos Comuns quando o parlamento voltou em 21 de janeiro de 1942.